# Рондово галаго джудже
Рондовото галаго джудже (Galago rondoensis) е вид бозайник от семейство Галагови (Galagidae). Видът е критично застрашен от изчезване.

## Разпространение и местообитание
Разпространен е в Танзания.